# Liste des bateaux étrangers inscrits à Brest 2000
Liste, non exhaustive, des bateaux  étrangers inscrits à Brest 2000 (Fêtes maritimes de Brest).  Il y avait plus de 600 inscrits...

## Allemagne
- Bartele Rensik : goélette à trois mâts - 47 m
- Mary-Anne : trois-mâts goélette - 66 m - (1997)
- Norden [1] : cotre - 28 m - (1870)
- Präsident Freiherr von Maltzahn[2] : ketch - 30 m - (1928)
- Rozenn Carmel : sloop  - 9,03 m - (1957)
- Solvang [3] : galéasse - 32 m - (1939)
- Hug Maru : sloop - 9 m - (1966)

## Danemark
- Kommanderen : caboteur

## Italie
- Palinuro : trois-mâts barque - 59 m - (1934)
- Swan Fan Makkum : brick - 61 m

## Norvège
- Anna-Kristina (ex-Dyrafjeld) : ketch - 34 m - (1889)
- Anna Rodge : goélette - 34 m - (1868)
- Christian Radich : trois-mâts carré - 73 m - (1937)
- Sorlandet : trois-mâts carré - 66 m - (1927)
- Statsraad Lehmkuhl : trois-mâts barque - 98 m - (1914)

## Pays-Bas
- Abel Tasman : goélette à hunier - 40 m - (1913)
- Antigua : trois-mâts carré - 78 m
- Astrid : brick - 42 m - (1918)
- Esther Jensen : ketch - 24 m - (1939)
- Gallant : goélette franche - 37 m - (1916)
- Hydrograaf : ancien bateau à vapeur (navire hydrographique) - (1910)
- Jacob Meindert : goélette à hunier - 38 m - (1952)
- Jantje : brick-goélette - 28 m - (1930)
- Loth Loriën : Goélette à trois mâts - 48 m - (1907)
- Stad Amsterdam : trois-mâts carré - 78 m
- Swan fan Makkum : brick goélette - 61 m - (1993)
- Tecla : lougre - 28 m - (1915)
- Thalassa : trois-mâts goélette -50 m - (1980)
- Twister : goélette - 35 m - (1902)
- Uitvlucht : sloop houari - 5 m - (1994)
- Vertrouwen : tjalk - 29 m - (1905)
- Zephyr : goélette - 36 m - (1931)
- Zuiderzee : goélette - 31 m - (1909)

## Ukraine
- Anna Yaroslavna : sloop - 12 m - (2012)
- Presviata Pokrova : cotre - 20,50 m - (1992)
- Khersones : trois-mâts carré - 109 m - (1982)

## Royaume-Uni
- Amazon : yacht-goélette - 31 m - (1885)
- Brilleau : cotre - 11,50 m - (1988)
- Cleone : yawl aurique - 15 m - (1860)
- Cordelia II [4] : yacht à moteur - 21,75 m - (1929)
- Earl of Pembroke : trois-mâts carré - 48 m - (1945)
- Grand Turk : trois-mâts carré - 46 m - (1996)
- Kaskelot : trois-mâts barque - 47 m - (1948)
- Leader : ketch - (1892)
- Lilian [5] : yacht à moteur - 30 m - (1916)
- Matthew : caravelle (réplique) - 24 m - (1995)
- Melmore : ketch aurique - 18,50 m - (1928)
- Provident of Brixham [6] : ketch - 29 m - (1924)
- Queen Galadriel [7] : ketch  - 33 m - (1937)
- Rona II : sloop bermudien - (1991)
- HMS Rose (en) : vaisseau de 1757 (réplique) - 32 m - (1970)
- Tenacious : trois-mâts barque - 65 m - (2000)
- Vigilance of Brixham (BM76) [8] : ketch - 34 m - (1928)

## Russie
- Shtandart : trois-mâts carré - 34 m - (1999)
- Sedov : quatre-mâts barque - 117 m - (1999)

## Suisse
- Phoebus (voilier) : cotre houari - 13 m - (1903)